# Nardia sieboldii
Nardia sieboldii là một loài rêu tản trong họ Jungermanniaceae. Loài này được (Sande Lac.) Stephani miêu tả khoa học lần đầu tiên năm 1897.